# Daisuke Nishio
Daisuke Nishio (jap. 西尾 大介 Nishio Daisuke; ur. 1 kwietnia 1959 w prefekturze Hiroszima) – japoński reżyser filmów i seriali anime.

## Życiorys
Karierę rozpoczął w Nihon Dōga Eiga (obecnie studio Toei Animation) w 1981 roku. Po roku pracy, został asystentem reżysera filmu anime Dr. Slump (1982). Jego kariera rozwijała się dość szybko. W 1986 roku wyreżyserował film animowany Dragon Ball: Secret of Dragon God. Potem wyreżyserował seriale animowane, między innymi Dragon Ball Z.

## Wybrana filmografia
- 1982-1983: Patalliro!
- 1986-1988: Crying Freeman (OVA)
- 1986-1989: Dragon Ball
- 1989-1993: Dragon Ball Z
- 1991-1992: 3×3 Oczy
- 1993-1994: Piłka w grze
- 1996-1998: GeGeGe no Kitarō
- 1997-2000: Zapiski detektywa Kindaichi
- 2003-2004: Air Master
- 2004-2005: Pretty Cure 2004
- 2005-2006: Pretty Cure Max Heart
- 2008: RoboDz Kazagumo Hen